# Bundesrealgymnasium Imst
Das Bundesrealgymnasium Imst ist ein Bundesrealgymnasium in der Stadt Imst in Tirol und steht unter Denkmalschutz.

## Architektur
Das Schulgebäude wurde von 1970 bis 1973 nach den Plänen der Architekten Franz Kiener und Ferdinand Kitt (1919–1973) erbaut. Aufgrund des Modellcharakters der Schule der 1970er Jahre als Hallenschule mit Rastersystem und Sichtbetonfertigteilen wurde die Schule unter Denkmalschutz gestellt. Eine Studiengemeinschaft Vorfertigung im Schulbau von Architekten um Ottokar Uhl hatte ab 1968 Modellschulen entwickelt. Hierbei wurden die Klassen um einen großen zentralen Hallenbereich mit einer mittig situierten Treppenanlage angeordnet.